# 4395 Danbritt
4395 Danbritt eller 1981 EH41 är en asteroid i huvudbältet som upptäcktes den 2 mars 1981 av den amerikanska astronomen Schelte J. Bus vid Siding Spring-observatoriet. Den är uppkallad efter Daniel Britt.
Asteroiden har en diameter på ungefär 11 kilometer och den tillhör asteroidgruppen Eos.